# Jadamsürengiin Tujaa
Jadamsürengiin Tujaa (mongolisch Ядамсүрэнгийн Туяа, englisch Yadamsürengiin Tuyaa, ᠶᠠᠳᠠᠮᠰᠦᠷᠡᠨᠭᠢᠶᠢᠨ ᠲᠦᠶᠠᠭ; * 6. November 1947 in Ulaanbaatar) ist eine ehemalige mongolische Kunstturnerin.
Sie nahm an den Olympischen Sommerspielen 1964 in Tokio und 1968 in Mexiko-Stadt teil. Im Einzelmehrkampf 1964 auf Platz 67 und 1968 auf Platz 84. An den Einzelgeräten verpasste sie jeweils die Finalqualifikationen deutlich.